# Ciclone do Pacífico central em 2006
O ciclone do Pacífico central em 2006, também chamada de tempestade 91C INVEST ou Tempestade 91C foi um evento meteorológico incomum em 2006. Formando-se em 30 de Outubro de um ciclone de média latitude nas latitudes médias do Pacífico norte, moveu-se sobre águas mais mornas do que o normal. A tempestade adquiriu algumas características de um ciclone subtropical ou mesmo de um ciclone tropical. No entanto, assim que o sistema aproximou-se da América do Norte, dissipou-se. A umidade de seus remanescentes causou chuvas significativas na Colúmbia Britânica, Canadá. O estado e a natureza deste evento meteorológico é desconhecido, sendo que meteorologistas e agências meteorológicas tendo diferentes opiniões.

## História da tempestade
Um ciclone extratropical sobre o Pacífico centro-norte moveu-se sobre uma área do oceano. O sistema passou sobre uma área com a temperatura da superfície do mar 2 °C acima do normal por dois dias. Em 31 de Outubro, o sistema adquiriu áreas de convecção, um núcleo mais quente do que o normal, e uma estrutura semelhante a um olho. Durante este período, o sistema moveu-se para leste, e então para nordeste, e então para noroeste.
Em 1º de Novembro, o sistema apresentava ventos, sob estimativa, de 100 km/h e apresentava muitas áreas de convecção. Depois disso, a tempestade enfraqueceu-se lentamente, deu uma volta completa em sua trajetória no sentido anti-horário e começou a seguir para leste em direção à costa oeste da América do Norte. Em 2 de Novembro, ventos de cisalhamento começaram a enfraquecer o sistema e toda as áreas de convecção tinham se dissipado no dia seguinte, quando a tempestade estava localizada a cerca de 840 km da costa do Oregon, Estados Unidos.
O centro da circulação ciclônica do sistema passou ao sul da boia de observação 46637 em 1º de Novembro. A menor leitura da boia foi de 989 hPa. Outras boias indicaram que a área de baixa pressão um tanto grande associado ao sistema. A boia 46637 não estava no centro da circulação do sistema, então é possível que o sistema tivesse uma pressão atmosférica ainda menor do que foi realmente medido.

## Impactos, preparativos e recordes
Em resposta ao evento meteorológico, o Serviço Nacional de Meteorologia dos Estados Unidos emitiu um alerta de ventos para a costa de Oregon.
O sistema trouxe chuvas fortes para porções da Ilha Vancouver.
Se a tempestade 91C for mesmo um ciclone tropical ou subtropical, ele detém vários recordes. Atualmente, devido à incerteza da natureza do sistema, qualquer recorde que ele detenha não é oficial.
O ciclone formou-se a 36°N, a tempestade seria, portanto, o sistema tropical que se formou mais ao norte na Bacia do Pacífico nordeste. Atualmente, o sistema tropical que detém este recorde é a tempestade tropical Wene, que formou-se na latitude 32°N antes de cruzar a linha internacional de data. Além do mais, estes dados da trajetória da tempestade indicam que a tempestade seguiu do meridiano 149°W para o meridiano 135°W, sendo assim constatado que a tempestade passou da bacia do Pacífico centro-norte para a bacia do Pacífico nordeste. Apenas outros dois ciclones tropicais tinham feito isso anteriormente.

## Natureza do sistema

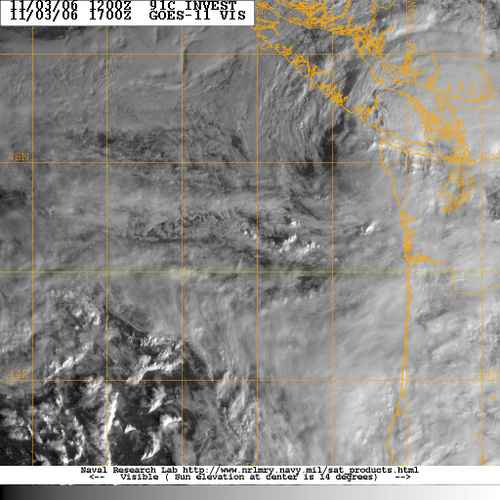
Os remanescentes de 91C atingindo a costa do Canadá

Este sistema tem sido considerado como um ciclone tropical, subtropical ou extratropical.
Mark Guishard, um meteorologista que presta serviços ao Serviço Meteorológico de Bermudas, opinou que o sistema tinha completado o ciclogênese tropical e portanto foi um ciclone tropical. O meteorologista Mark Lander disse que o topo das nuvens do sistema era similar a vários furacões atlântico, ao Furacão Vince em particular. James Franklin, um meteorologista no Centro Nacional de Furacões disse que:

O sistema originou-se de um sistema frontal (...) a estrutura frontal foi perdida num determinado momento (...). A estrutura convectiva assemelhava-se a um sistema tropical, mais do que a um sistema subtropical e o raio de ventos máximos (baseado no QuikSCAT) era muito comprimido em relação ao centro, que também é mais típica a ciclones tropicais (...) considerando estes fatores, o sistema foi mais tropical do que subtropical.— James Franklin
Clark Evans, da Universidade do Estado da Flórida, relatou que as ferramentas de previsão mostraram que a estrutura do sistema era consistente com um ciclone subtropical ou marginalmente com um ciclone tropical. A NASA, que não é uma agência meteorológica, disse que o sistema era um ciclone subtropical.
Em sua revisão da temporada de furacões no Atlântico de 2006, o Centro Canadense de Furacões considerou este sistema como um ciclone extratropical.
O sistema apresentou ventos constantes de 100 km/h, que está acima do limite de 60 km/h, que delimita a divisão entre uma depressão tropical e uma tempestade tropical, e, portanto, seria uma tempestade nomeada se o sistema fosse realmente um ciclone tropical ou subtropical. No entanto nenhum Centro Meteorológico Regional Especializado (neste caso o Centro de Furacões do Pacífico Central e o Centro Nacional de Furacões) incluíram este sistema em seus arquivos anuais. O sistema também não foi incluído no arquivo oficial de "melhores trajetórias". Portanto, este sistema não é um ciclone tropical ou subtropical da temporada de furacões no Pacífico de 2006.